# The Ocean Cleanup
The Ocean Cleanup is een niet-gouvernementele organisatie, in het leven geroepen om plastic afval op te ruimen uit rivieren en oceanen, middels methoden die zijn bedacht door Boyan Slat (1994), een Nederlandse uitvinder en milieuactivist. In 2021 haalde The Ocean Cleanup 816.000 kilo afval uit de oceanen.

## Geschiedenis

### Opstart (2013-2017)

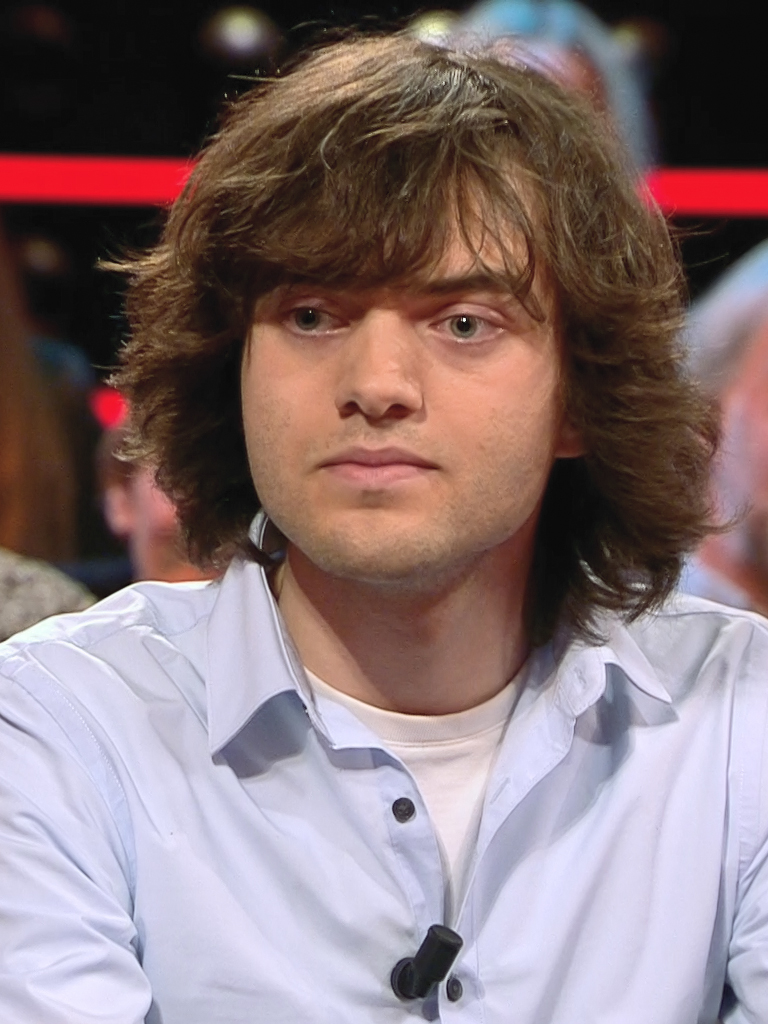
CEO en oprichter Boyan Slat in het programma De Wereld Draait Door in 2018.

Slat werkt aan methoden om plastic afval op te ruimen uit oceanen. Hij ontwierp in 2012 een drijvende installatie van lange drijvende armen die in de vorm van een V op strategische plekken in zee worden geplaatst. Door de stroming moet het plastic worden gevangen, waarna het wordt opgeslagen en opgehaald door een tanker. Hiermee won hij de prijs voor Best Technical Design aan de Technische Universiteit Delft. Slat richtte in 2013 The Ocean Cleanup op, een stichting om het idee verder te ontwikkelen en uiteindelijk te implementeren. Aanvankelijk was er weinig belangstelling voor het project, maar toen zijn toespraak bij TEDxDelft, onder de noemer How the Oceans Can Clean Themselves, veel aandacht kreeg, groeide de belangstelling en werd via crowdfunding de benodigde twee miljoen dollar binnengehaald om een pilot uit te voeren.
In november 2014 won Slat de Champions of the Earth-prijs van het VN-Milieuprogramma (UNEP), een prijs voor inspirerende initiatieven op het gebied van milieu. Slat was de jongste winnaar ooit.
In juni 2016 werd een prototype geplaatst bij de kust van Scheveningen, en de eerste pilot draaide in 2017 voor de kust van Tsushima.
Eind 2017 liet de organisatie weten al 35 miljoen euro te hebben opgehaald.

### Op de oceaan (vanaf 2018)

#### System 001
Na vijf jaar testen ging Boyan Slat op 8 september 2018 van start met The Ocean Cleanup, beginnend bij de zogenoemde Great Pacific Garbage Patch, de plasticsoep in de Noordelijke Grote Oceaan, in een van de vijf gyren in de oceaan.
Hiervoor werd het ontwerp System 001 gebruikt. Bestaande uit een 600 meter lange (U-vormige) barrière met een bijgevoegde geweven rok. Het gedraagt zich als een drijvende kunstmatige kustlijn. De giek voorkomt dat er plastic overheen stroomt, terwijl de rok voorkomt dat er vuil uit kan ontsnappen.
Na twee maanden ondervond System 001 moeilijkheden bij het vasthouden van het verzamelde afval. Het systeem verzamelde afval, maar verloor het snel omdat de barrière te langzaam dreef. Ook brak een van de uiteinden af. Het tuig werd dan naar Hawaï gesleept voor reparatie.
In deze periode heeft het systeem ongeveer 2000 kilo plastic opgevist uit de oceaan, onder meer achtergelaten visnetten.

#### System 001/B
Juni 2019 werd het aangepaste model onder de naam System 001/B opnieuw in bedrijf genomen. In oktober werd duidelijk dat het nieuwe systeem succesvol plastic, en zelfs microplastics vasthoudt. Ook is het model efficiënter en kleiner, waardoor offshore-aanpassingen mogelijk zijn.

#### Interceptor

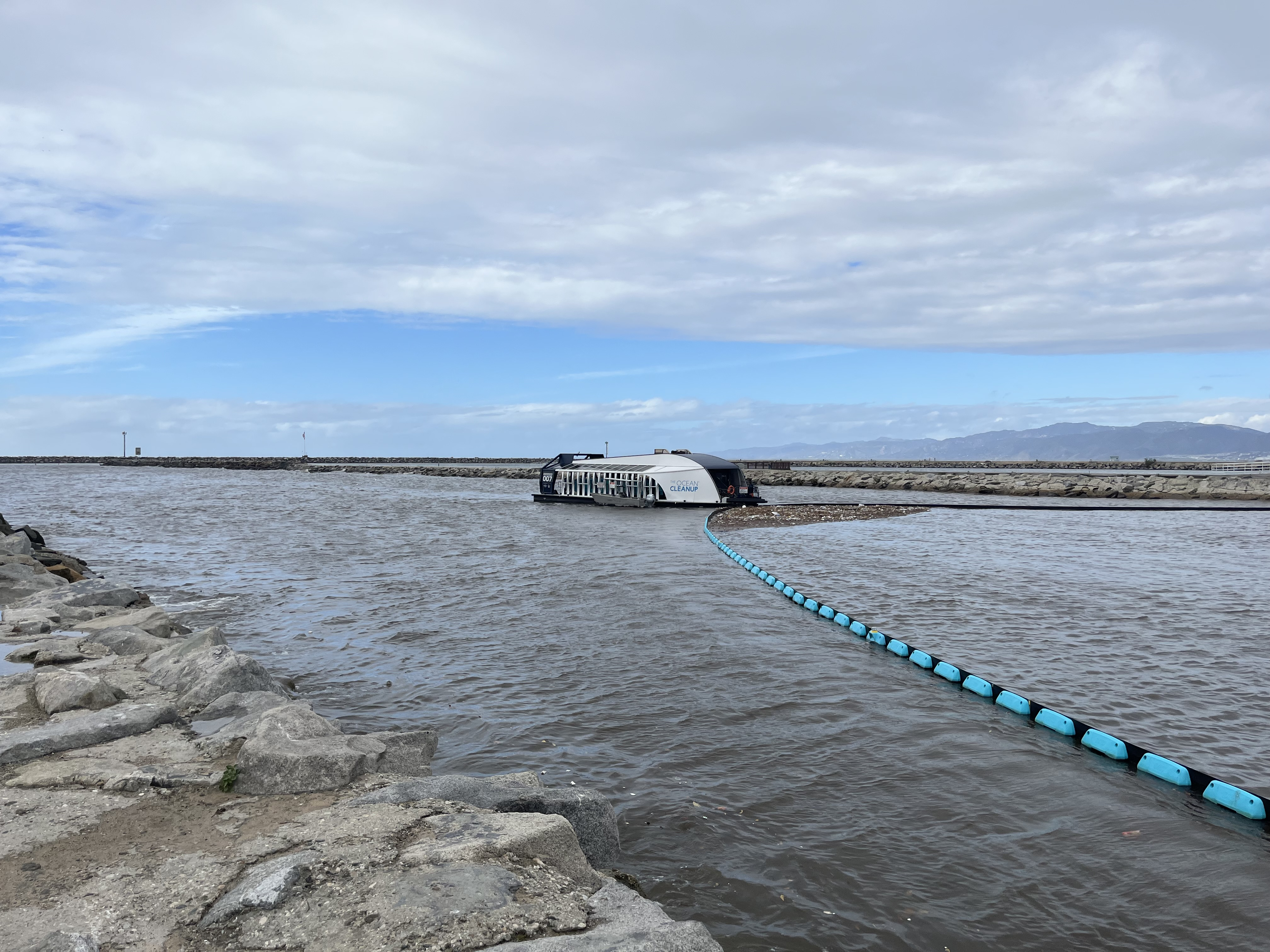
Interceptor 007 in Los Angeles, Californië, verwijderde 77 ton afval tijdens het stormseizoen van 2023.

Oktober 2019 introduceerde The Ocean Cleanup zijn nieuwe Interceptor, om oceanen schoon te maken door de invoer van afvalvervuiling dichter bij de bron, rivieren, aan te pakken. Op zonne-energie aangedreven onderscheppingsschepen gebruiken drijvende armen om drijvend afval in de verzameltransporteur te leiden, die afval in dumpsters geleidt, op een afneembaar schip eronder.
Als dit vol is, stopt het verzamelen totdat het schip is verwijderd, geleegd en teruggebracht naar de Interceptor. De Interceptor kan 50.000 kilo afval per dag uit de rivieren halen.
Het systeem is vergelijkbaar met een kleinschaliger project genaamd Mr. Trash Wheel, dat al in 2008 ontwikkeld werd in de haven van Baltimore in Maryland. De eerste twee Interceptor-systemen zijn actief in Indonesië en Maleisië; de volgende staan gepland voor Vietnam en de Dominicaanse Republiek.

#### Mijlpaal
Op 29 mei 2024 werd bekend dat door The Ocean Cleanup voor de 100e keer plastic afval uit de Grote Oceaan gehaald is. In totaal werd er met die 100 keren 385.000 kilogram opgevist.

## Erkenning

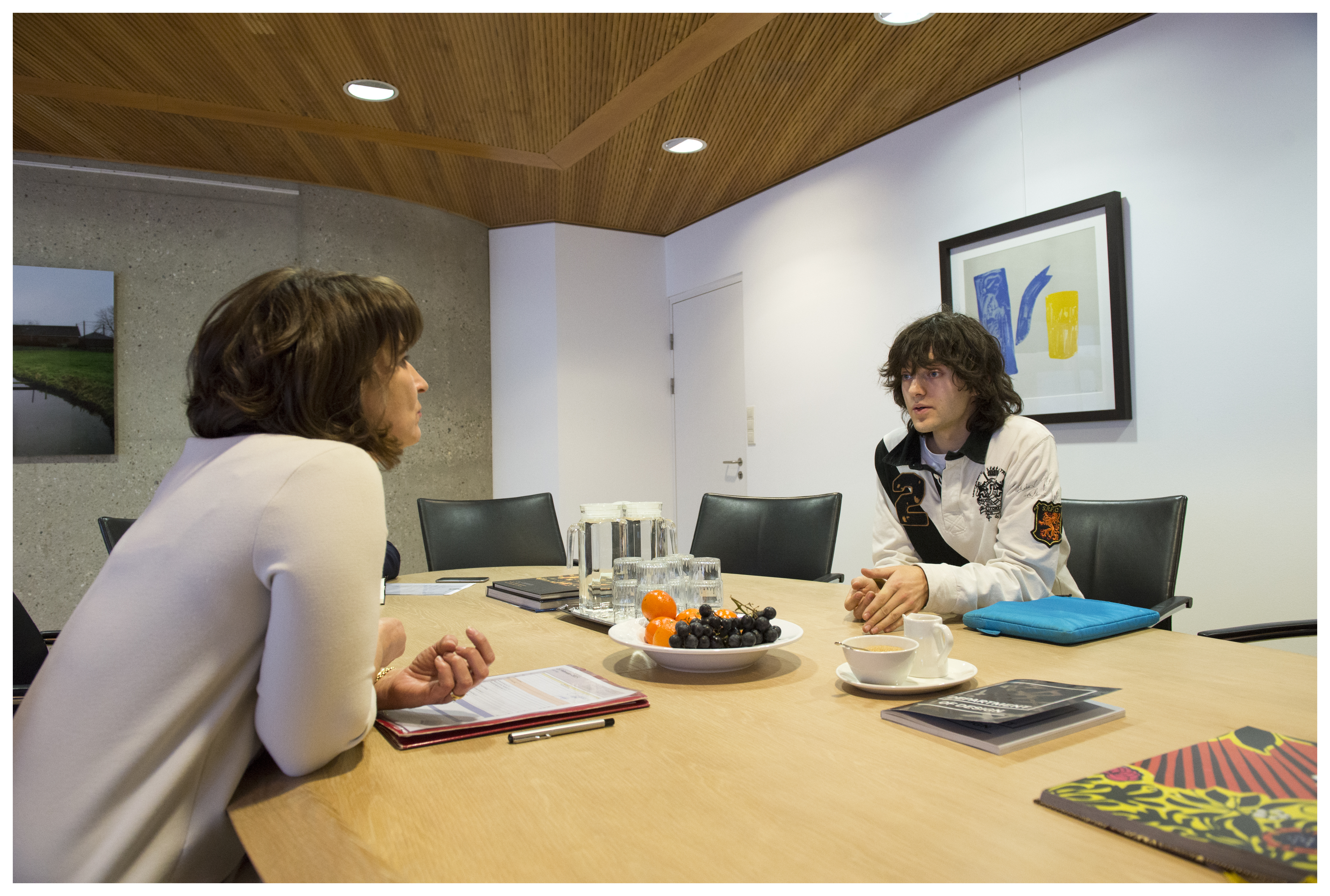
Lilianne Ploumen, Nederlands minister van Buitenlandse Handel en Ontwikkelingssamenwerking, ontmoet Boyan Slat.

Het project – en ontwerper Boyan Slat – werden aanvankelijk zeer positief onthaald, omdat men er een oplossing in zag voor het dreigende probleem van de plasticsoep. The Ocean Cleanup kreeg niet alleen veel media-aandacht, maar ook als bedrijfsmodel erkenning en een aantal internationale prijzen:
- 2014 - Champions of the Earth (UNEP)[18]
- 2013 - Emerging Young Entrepreneur (EYE50) contest (20 finalisten)[19]
- 2015 - Maritime Young Entrepreneur Award
- 2015 - genomineerd als Design of the Year (London Design Museum)[20]
- 2015 - Fast Company Innovation By Design Award[21]
- 2015 - 100 Global Thinkers, Foreign Policy[22]
- 2016 - Katerva Award[23]
- 2017 - Norwegian Shipowners’ Association's Thor Heyerdahl Award[24]

## Kritiek
Begin 2019 rezen echter ernstige twijfels over diverse aspecten van het project. In oktober 2019 kwam in een artikel van De Correspondent naar voren dat wetenschappers twijfels hebben over de werkwijze van The Ocean Cleanup. Zij zijn bang dat samen met het plastic ook veel uniek zeeleven uit de oppervlakte-laag wordt geschept. Volgens hen heeft de organisatie hier onvoldoende oog voor. In hetzelfde artikel werden twijfels geuit over de effectiviteit van de plasticvanger in verhouding met de kosten.